# 噗浪

噗浪舊標識

噗浪是一个微网志社群網站，由印度裔加拿大人 Kanwardeep Singh Johar、波士尼亞裔丹麥人 Amir Salihefendic、華裔馬來西亞人雲惟彬共同於2008年5月12日創辦網站。2010年起，Kanwardeep Singh Johar 邀請 Google 前產品經理林柏蒼（Danny Lin）擔任亞太區董事總經理，隨後擔任執行長。
噗浪提供的服務雖然类似Twitter，但其最大的特色就是在一条「时间轴」上显示自己与好友的所有消息。同时，和Twitter的「@」回覆不同的是，在Plurk中主題之下的回覆，都是属于該主題，而不是独立的。
噗浪目前已经有包含中文在内的30餘种语言版本可用，除英文外的所有語言版本都是由志愿者贡献的。噗浪網頁上提供多个时间轴、背景及控制板的主题，同时，用户也可以使用CSS來自定义自己的页面。
噗浪限制發文字数由「140個字」變更为「210個字」、「360個字」，但汉字和英文字母都计为1个字，因此通常中文用户可以发布更多内容。2009年12月4日，Plurk推出官方的API，但是此前已经有用户开发出非官方的RLPlurkAPI（页面存档备份，存于）、jPlurk（页面存档备份，存于）。
根據Alexa的統計，至2011年8月22日為止，噗浪總瀏覽數前3名是台灣(40.8%)、印度(12.6%)、美國(9.1%)，後面排名則是印度尼西亞、菲律賓、香港、巴基斯坦、俄羅斯、英國和德國。至2013年9月28日為止，噗浪總瀏覽數前5名是印度(39.1%)、台灣(32.0%)、美國(9.0%)、巴基斯坦(3.3%)、印度尼西亞(2.2%)。 而至2018年5月22日為止，總瀏覽數前五名為台灣(74.6%)、日本(12.5%)、印度(4.3%)、香港(2.3%)、美國(1.9%)。2018年6月2號的瀏覽數據為：台灣74.6%（Rank 44）、日本12.2%（Rank 1,049）、印度4.6%（Rank 2,363）、香港2.3%（Rank 501）、美國2.0%（Rank 13,149）。
2010年，Danny Lin 加入擔任亞太區董事總經理後，噗浪正式在台灣設立公司，並在台灣開始招募團隊。
2013年，獲得中經和創投首輪投資，噗浪總部由加拿大遷移至台灣，同時推出匿名貼文功能，並在10月31日推出的程式為第一次公開app測試版本。

## 命名
噗浪共同創辦人暨介面設計師雲惟彬（Alvin Woon）接受《Engadget中文版》訪問時說：「其實這個字（Plurk），沒有任何意思。當初我們在想名字的時候，我們的想法就是要用一個簡單發音的字，想來想去，就決定用Plurk了。後來當然我們有幫這五個單字，各想了一個衍伸意義。但事實上，Plurk這個字並沒有任何意思。」
目前公司對Plurk這名字的解釋有：
- People（人）及 lurk（埋伏）的簡寫
- Play（玩樂）及 Work（工作）的混成詞
- Peace（和平相處）、Love（愛心）、Unity（團體）、Respect（尊重）跟Karma（命運）的逆向首字母縮略詞

## 特色
時間軸
噗浪最主要的特色是可以在一條橫向時間軸（「河道」）上顯示自己和好友的所有貼文。每一則貼文稱為一則噗文（英語：plurk），按照時間新舊由左而右陳列，使用者可以對單則噗文表達喜歡、在底下留言，或是透過轉噗（英語：replurk）將其他使用者的公開訊息轉發到自己與朋友們的河道上。
在手機版應用程式上，時間軸則是由上而下排列；使用者亦可以篩選檢視時間軸上未讀、喜愛、或是回應過的噗文。
Karma值
Karma值直譯為梵文的業力，在噗浪上則是計算使用者累積活躍程度的熱度值。隨著Karma等級的提升，更高的Karma可以啟動更多網站的功能，例如額外的表情符號、替換時間軸右上角的噗浪生物（吉祥物）浮水印等。適度發文保持活躍有助於增加Karma，長期不活動，或是每天張貼過多噗文、交友申請被拒絕等行為，則會扣除部分Karma的形式作為懲罰。
自訂表情符號
使用者可以上傳48×48尺寸以下之圖片作為自訂表情符號，繪圖創作者亦可以建立自己的表符包，供使用者批次下載。

### 偷偷說
在發表新主題時，將發語詞選擇為「偷偷說」，即可以暱名的方式發表。以此方式發表示主題，發表者的名字會以「ಠ_ಠ」顯示，而其他回應者的名字由一英文名詞加上一串隨機數字組成。發表的可見範圍有「關注我的朋友及粉絲」與首頁「偷偷說討論區」可以勾選。

### 噗幣
透過網站或行動裝置應用程式付費，以取得進階搜尋、表情符號擴充、高解析度圖片、修改回覆訊息、書籤、置頂、自訂別名、關鍵字過濾及移除廣告等功能。採用月費制。

### 其他功能
- 可以主題標籤搜尋Plurk使用者所發的消息中的關鍵字。
- 可以張貼僅限朋友、或是單獨指定或排除特定人物或群組的私噗。
- 可以為噗浪上的其他使用者指定自訂別名，不受對方暱稱變更影響。
- 書籤可以收藏特定貼文並以標籤分類。
- Plurk Paste 可以用來張貼超過噗浪字數限制或是需要語法突顯的文章。
- 時光機可以跳至指定日期觀看當下的所有消息。

### 即時對話串
訊息
添加「標籤」（hashtags）形式進行分類，即在單詞、短語前面加上一個「#」構成的標籤。
趨勢
打上標籤符號（一個井號「#」）的單詞、片語或者是一個話題，如果當它被提及的頻率遠遠高於其他標籤的時候，就會成為一個熱詞而進入趨勢列表。通常一個趨勢是由許多使用者共同推動或者是由於一個活動讓使用者針對某一特定話題進行討論而產生的。這些熱門話題旨在於幫助使用者了解世界上正在發生什麼事情。
過往範例
- #earthquake：關於各地「地震」即時訊息。
- #webconf：WebConf Taiwan，專為網站開發者舉辦的大型研討會。
- #twconf：其他專為網站開發者舉辦的研討會（Conference）。
- #freeandopen：2013年經濟部智慧財產局欲提案封鎖境外侵權網站事件。[23][24]
- #coscup：關於COSCUP開源人年會。
- #wwdc：年度的「 WWDC」蘋果全球開發者大會。[25]
- #SupportHongkong、#StandWithHongkong、#香港加油、#撐香港、#連儂牆：聲援反對逃犯條例修訂草案運動。[26]
- #standwithukraine 或 #烏克蘭加油：2022年俄羅斯入侵烏克蘭事件。[27]

### 已移除功能
- 噗浪的隨機聊天功能（有段時間稱為「噗浪樂透」）在 2010年12月10日取消。
- 噗浪趋势是在2009年5月18日推出的新功能，能生成消息中的關鍵字所產生的趨勢時間圖表。这个图表能概估該關鍵字在所有plurkers （即plurk使用者）發出的消息中所出现的頻率次數，在首頁出來之後就不見了。

## 各地發展
2018年，Plurk成為小眾的SNS服務，在多數地區被Facebook、Twitter、新浪微博等服務取代。

### 北美
雖然噗浪發源於加拿大，但使用者多以當地華裔居多，特別是來自台灣的華人。而美國最主流的微網誌服務仍以推特拔得頭籌。

### 台灣
由於噗浪很快就有繁體中文版頁面，加上許多原本在無名小站經營部落格的部落客集體遷到噗浪，因此噗浪在全球總瀏覽數中佔最多數的主要為台灣使用者。
政黨
台灣的中國國民黨、民主進步黨皆有官方噗浪帳號，2012年總統大選主要候選人馬英九及蔡英文也都有噗浪帳號。許多其他政治人物包括謝長廷、蘇貞昌也都利用噗浪與網友互動，謝長廷甚至舉辦數次「噗友啪」。
媒體
台灣主要媒體網站皆提供簡易的按鈕供閱覽者將資訊轉貼至噗浪；並在2009年八八水災時，噗浪成了災民與網友表達需求物資的管道。許多歌手、公司、書店亦有官方噗浪帳號提供第一手資訊。現在噗浪也有動漫、小說等的愛好者為虛構角色甚至是古人創立帳號進行角色扮演，稱作「角色噗」，例如哈利波特系列小說，新世紀福爾摩斯裡的人物，皆有角色噗。
商業行銷
許多公司行號也嘗試在噗浪上進行行銷推廣，其中位於台北市的餐飲業者最早運用噗浪Karma值進行行銷活動，如「卡馬也能當飯」、「卡馬%OFF」等，並號召「台灣噗友蓋史上最高樓」，最後蓋出10346層，網址代號pi5wg，為台灣著名噗浪行銷案例。
其他
台灣發售的智慧型手機中，除了常見的臉書、推特、Google+、新浪微博等主流社群網站服務外，還有以台灣使用者為主要用戶的噗浪。

### 中國大陆

#### GFW 封鎖
2009年4月23日，噗浪遭到防火长城（GFW）封鎖。與其他被封鎖的海外網站相同，官方没有给出任何解釋或理由。4月27日，Plurk在官方网志上表示，公司依然没有收到来自中国官方的任何讯息来解释封禁的原因。Plurk表示，他们希望能够尽快解封，恢复正在成长中的社群。
2013年3月下旬，Plurk.com 在中国被解除封锁，页面显示完整，各项功能可以正常使用。但当用户试图在噗浪上搜索敏感词时，会被防火长城重置链接。
2013年3月起由完全封鎖改為封 plurk.com/p。
2018年7月11日經測試全站被再次封鎖。

### 东南亞
目前在印尼、菲律賓、馬來西亞、新加坡等國皆有一定比例的人在使用噗浪，尤以印尼、菲律賓兩地為多，但是噗浪在東南亞地區使用人數皆少於推特。

## 相關事件

### MSN 聚酷抄襲事件
2009年11月，中國微軟發表了自己的微網誌服務「MSN 聚酷」（MSN Club，又稱 Juku、Mclub），於使用方式、使用者介面設計上均與噗浪高度雷同，引發噗浪共同創辦人指責抄襲。噗浪在官方部落格中指出，「聚酷」不只操作方式與噗浪完全一致、甚至有大約八成的客戶端程式原始碼是由噗浪網站盜拷而來。消息傳出後，科技媒體TechCrunch在報導標題中指責微軟「公然抄襲（blatantly rips off）新創」，並點出噗浪在同年四月遭中國網路防火長城封鎖後在中國市場的競爭困境。聯合報、自由時報、紐約時報等主流媒體亦跟進報導，引起網路譁然。
12月15日，微軟總部發布新聞稿，承認中國微軟的合作承包商在開發「聚酷」的過程中複製了噗浪的程式碼、違反契約義務，並表示將無限期暫停「聚酷」試營運。

## 軼事
- 在Plurk中，有一個常見的彩蛋，而且它使用的是科樂美秘技（↑↑↓↓←→←→BA）。
  - 在任一個人的Plurk頁面中打上這個秘技，頁面上方的最近訊息就會開始繞著一個圓圈旋轉起來。再按一次「↑」即可復原。
  - 2017年，旋轉特效被改為所有的訊息掉到河道底部。[38]
  - 另外，如果鍵入另一個秘技（↑↑↓↓←←→→AB）則會得到整個噗浪頁面色彩反轉的效果。
- 2010年3月22日，台灣TVBS電視台《2100全民開講》節目中，名嘴討論提及噗浪時，其中楊文嘉表示：「Karma是一個人，名字有因果關係的意思，取這名字相當不簡單。」，但實際上，「Karma」的詞彙源自於梵文中「業障」的意思，並非人名。[39]
- Plurk創辦人之一雲惟彬，在2010年世界杯足球赛期間，發表一則訊息：「如果今年德國沒拿冠軍 我脫光光跑台北101一圈。」[40]
  - 此話一出，成為噗浪使用者談論的話題。